# 北京生物制品研究所
北京生物制品研究所是中華人民共和國一家醫學研究機構，主要負責研究開發醫藥和疫苗。該機構隸屬於國藥集團旗下的中國生物技術集團公司，成立於1919年。

## 产品
疫苗
- 眾愛可維2019冠狀病毒病疫苗（BBIBP-CorV）